# 細山

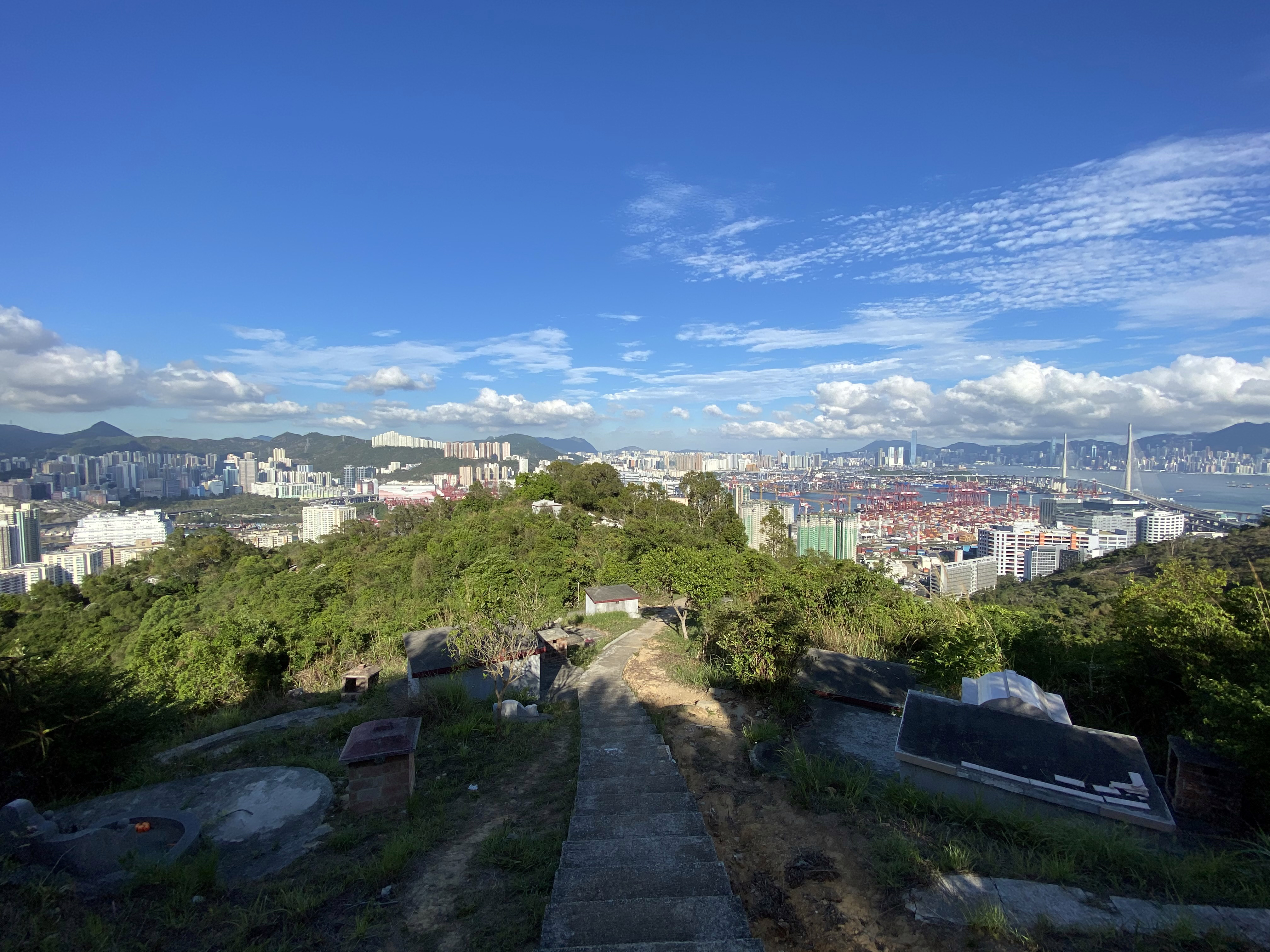
細山望向九龍一帶景色

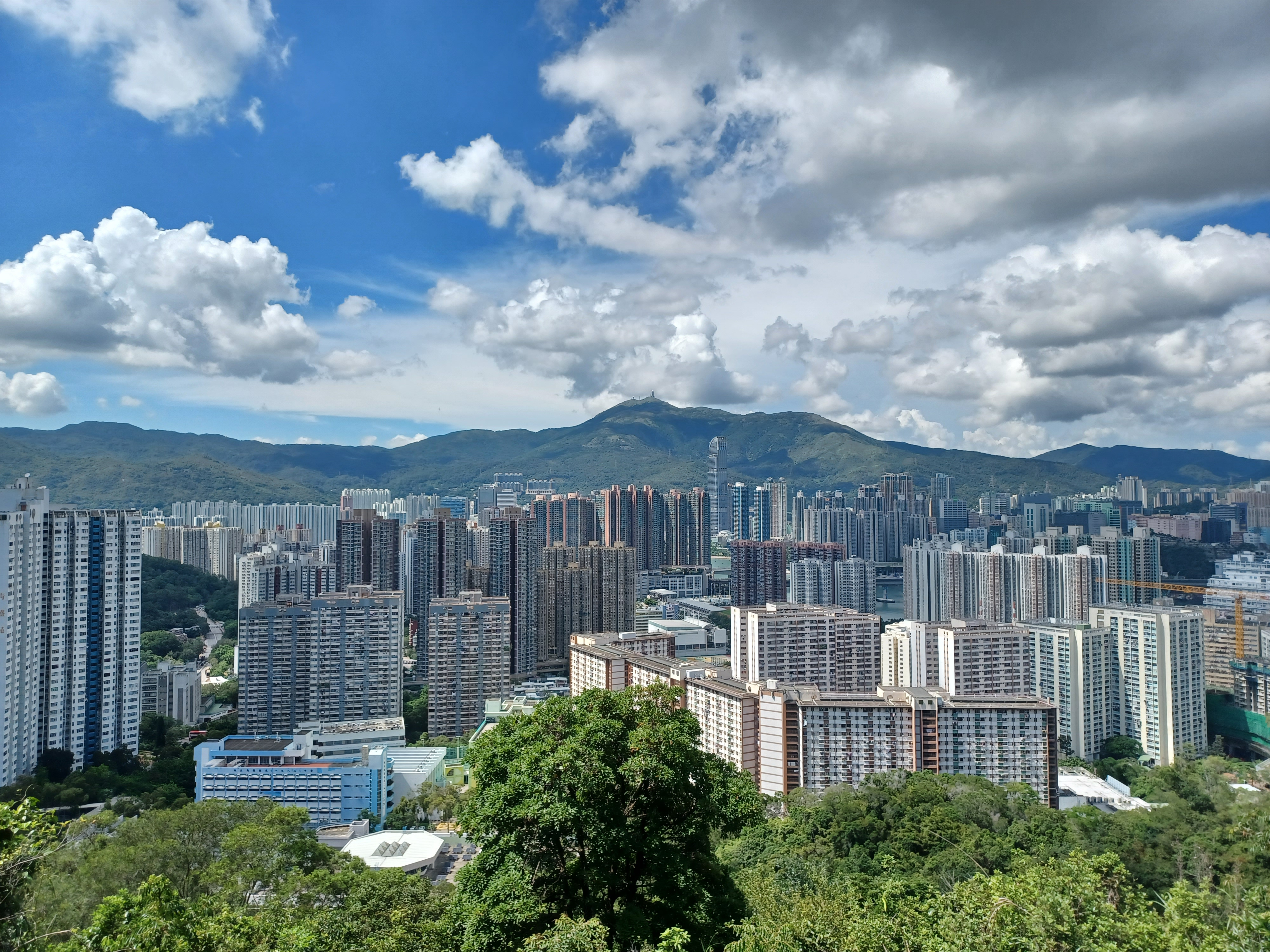
細山望向長康邨的工字型與舊長型大廈

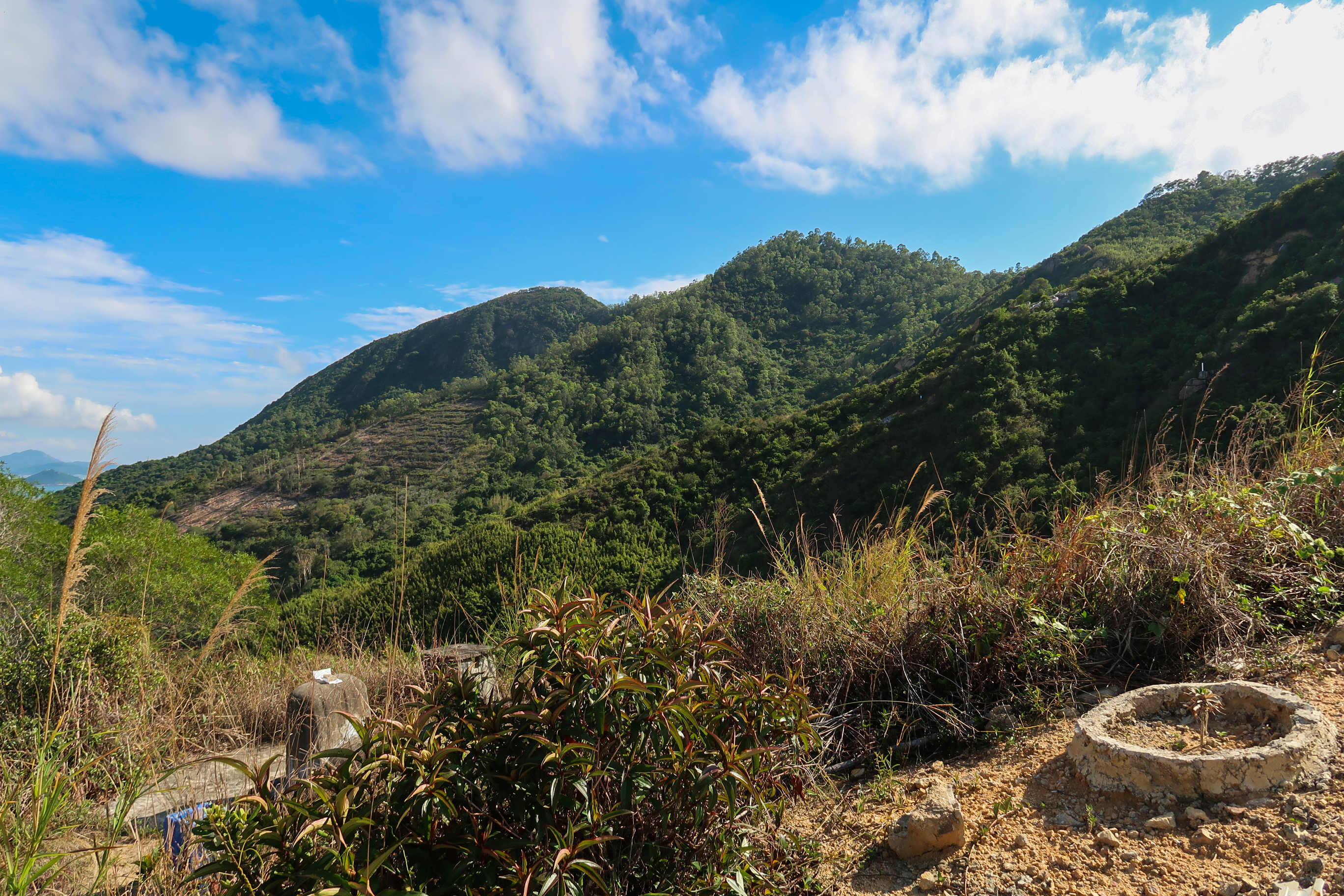
細山

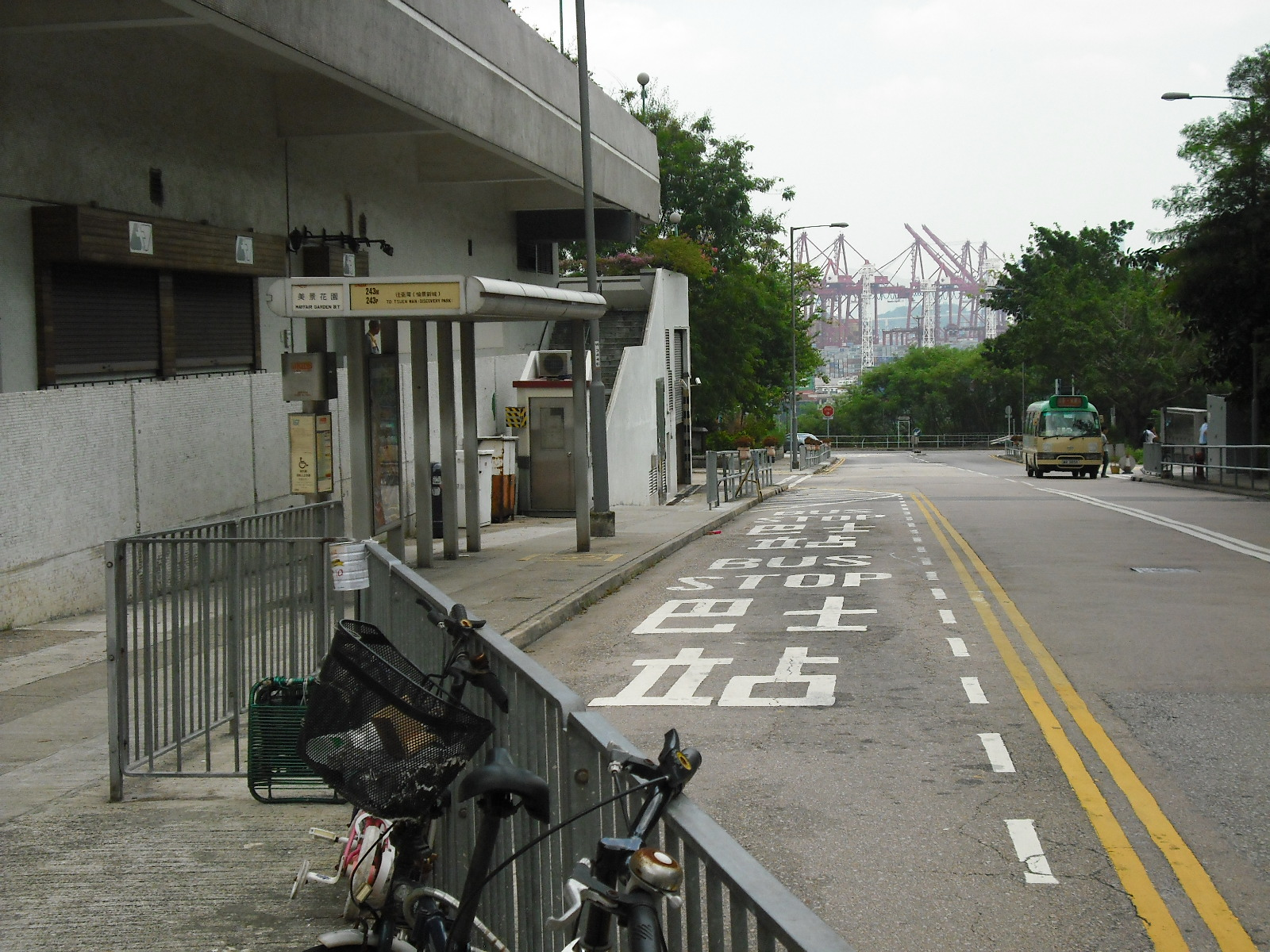
設在細山路的美景花園巴士總站

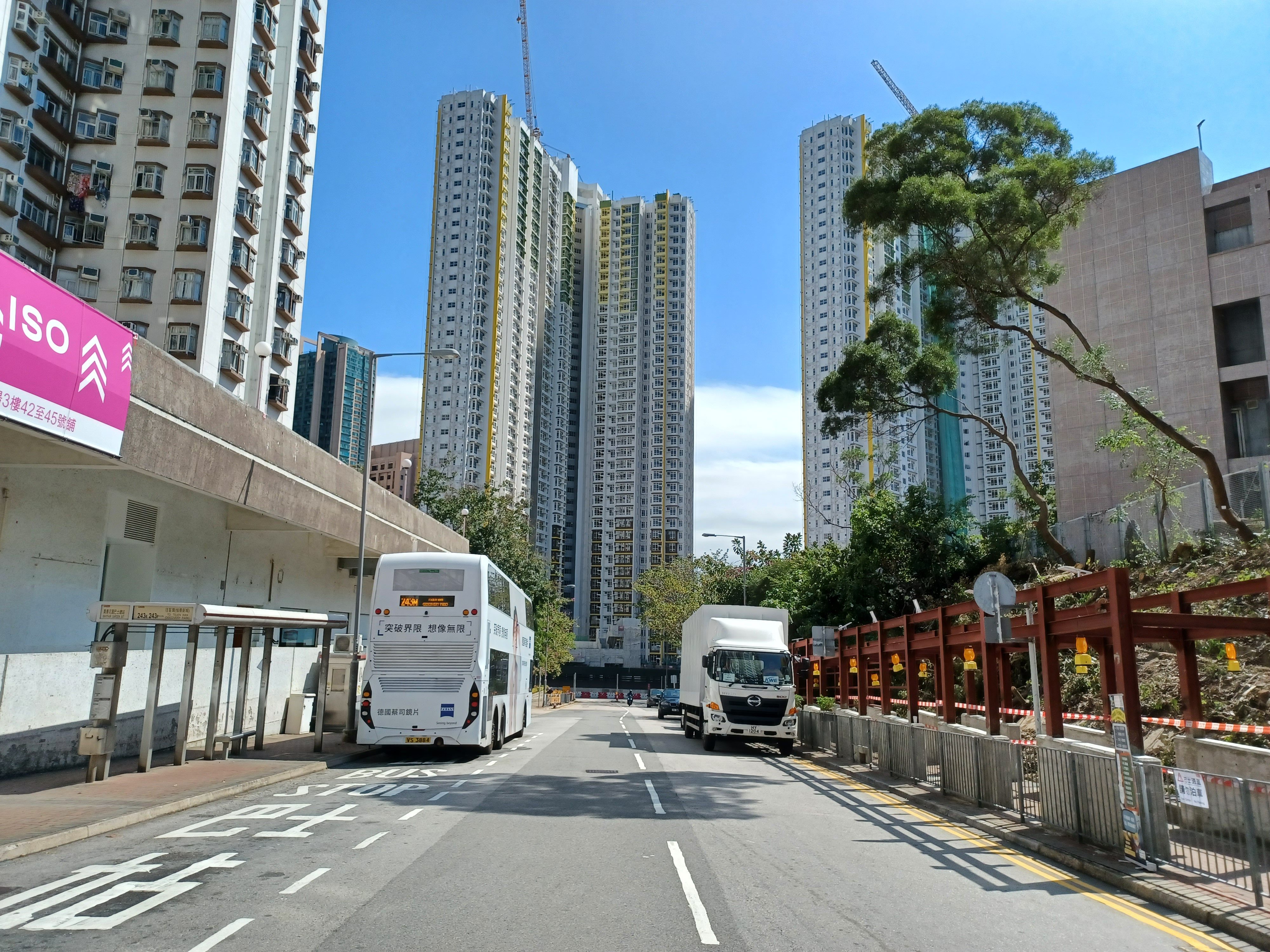
美景花園巴士總站

細山（英語：Sai Shan）是香港的一座山峰，位於新界青衣島東部，山峰三枝香（又名「青衣山」）之東北部。細山與三枝香之間，有一條叫細山村的鄉村。細山東南部是細山路，為美景花園、香港專業教育學院青衣分校及明翹匯的所在地。